# Dušan Kuciak
Dušan Kuciak (Žilina, 21 mei 1985) is een betaald voetballer uit Slowakije, die speelt als doelman. Hij staat sinds 2017 onder contract bij de Poolse club Lechia Gdańsk na eerder onder meer in Roemenië voor FC Vaslui en in Polen voor Legia Warschau gespeeld te hebben.

## Interlandcarrière
Onder leiding van bondscoach Ján Kocian maakte Kuciak zijn debuut voor het Slowaaks voetbalelftal op 10 december 2006 in de vriendschappelijke uitwedstrijd tegen de Verenigde Arabische Emiraten (1-2), net als Matúš Kozáčik (Slavia Praag), Adam Nemec (MŠK Žilina), Pavol Farkaš (FC Nitra), Ľubomír Michalík (FC Senec), Michal Jonáš (ZŤS Dubnica nad Váhom), Pavol Majerník (MFK Košice), Tomáš Hubočan (MŠK Žilina), Michal Filo (ZŤS Dubnica nad Váhom) en Peter Pekarík (MŠK Žilina). Kuciak viel in dat duel in de rust in voor Matúš Kozáčik van Slavia Praag.
Kuciak nam met zijn vaderland deel aan het WK voetbal 2010 in Zuid-Afrika, maar kwam daar niet in actie. Ján Mucha kreeg in alle vier de duels de voorkeur van bondscoach Vladimír Weiss.

## Erelijst
MŠK Žilina
- Slowaaks landskampioen

2003, 2004, 2007
- Slowaakse Supercup

2003, 2004, 2007
 FC Vaslui
- UEFA Intertoto Cup

2008
 Legia Warschau
- Ekstraklasa

2012/2013, 2013/2014
- Puchar Polski

2011/12, 2014/15